# Alberguería de Valmuza
Alberguería de Valmuza es una entidad de población española, hoy día despoblada, del municipio de Parada de Arriba, perteneciente a la provincia de Salamanca, en la comunidad autónoma de Castilla y León.

## Toponimia
El lugar puede encontrarse referido como Alberguería de Valmuza y La Alberguería de la Valmuza.

## Historia
Hacia mediados del siglo XIX, el lugar, ya por entonces perteneciente al municipio de Parada de Arriba, tenía contabilizada una población de 11 habitantes. Aparece descrito en el primer volumen del Diccionario geográfico-estadístico-histórico de España y sus posesiones de Ultramar de Pascual Madoz con las siguientes palabras:

ALBERGUERIA DE LA VALMUZA (la): l. agregado en lo civil al ayunt. de Parada de Arriba, y en lo ecl. á la parr. de Torre de martin Pascual, prov. y part. jud. de Salamanca (2 leg.); estendiéndose su térm. de E. á O. 1/4 de leg., 1/4 y 1/2 de N. á S. y 5/4 de circunferencia, y linda al E. con el de Torre de Martin Pascual, O. Pericalvo, N. los Escobos y S. con la Rad; aunque le baña el Valmuza, todo el terreno es de secano en cantidad de 466 huebras, de las cuales 389 pertenecieron al cabildo cated. de Salamanca: las tierras de labor descansan 2 años, y tanto estas como las 150 huebras de prados son de 1.ª y 2.ª calidad: el monte de encina ocupa 20 huebras: prod. trigo, centeno, cebada, pastos y ganado vacuno, lanar y de cerda: pobl. 2 vec.: 11 hab.: riqueza terr. prod. 22,650 rs.; imp. 1,132 rs.
(Madoz, 1845, p. 315)

En 2023, la entidad singular de población de Alberguería de Valmuza tenía empadronados 0 habitantes.